# منطقة بروكا

رسم يبين منطقة بروكا على يسار الصورة

منطقة بروكا أو باحة بروكا (بالإنجليزية: Broca's area)‏ هي منطقة تقع في الفص الأمامي في أحد جانبي المخ وغالبا ما تكون في الجانب الأيسر من العقل البشري، ووظائف هذه المنطقة مرتبطة بإنتاج الكلام.
وقد ارتبطت منطقة بروكا بإنتاج اللغة منذ أن أعلن بول بروكا عن وجود عاهات في اثنين من مرضاه كانوا قد فقدوا القدرة على الكلام بعد إصابتهم في الجزء الخلفي من التَّلْفيفِ الجَبْهِيِّ السُّفْلِيّ من المخ، ومنذ ذلك الحين والمنطقة القريبة التي اكتشفها أصبحت تعرف بمنطقة بروكا، ويعرف العجز عن إنتاج اللغة بحبسة بروكا.
وعادة ما تعرف منطقة بروكا الآن من ناحية الجُزْءُ الوِصادِيُّ والجزء المثلث للتلفيف الجبهي السفلي ممثلا في خريطة التهندس الخلوي الخاصة ببرودمان كمناطق 44 و45 في النصف السائد.
وتضمنت دراسات الحبسة المزمنة دورا هاما في منطقة بروكا في مختلف وظائف اللغة والكلام، بالإضافة إلى ذلك فقد حددت دراسات التصوير بالرنين المغناطيسي الوظيفية أنماط التنشيط في منطقة بروكا مرتبطة بمهام اللغة المتنوعة، ومع ذلك فإن التدمير البطيء الذي تسببه أورام الدماغ لمنطقة بروكا ممكن أن يترك الكلام سليما نسبيا مما يوحي أن وظائفه من الممكن أن تنتقل إلى المناطق المجاورة في الدماغ.

## التشريح والاتصال
وغالبا ما يتم تحديد منطقة بروكا عن طريق المعاينة البصرية لطبوغرافية الدماغ إما عن طريق المعالم الهيكلية الكلية من الأتلام أو عن طريق مواصفات الإحداثيات في مساحة يمكن الإشارة إليها بوجه خاص، ويعرض أطلس تاليراك وتورنوكس المستخدمان حاليا خريطة برودمان المتعلقة بالتهندس الخلوي على قالب الدماغ؛ وذلك لأن توزيع برودمان استند إلى توزيع بصري شخصي لحدود التهندس الخلوي، وحلل برود مان أيضا أحد جانبي الدماغ فقط؛ لذلك فالنتيجة غير دقيقة، وأيضا بسبب التفاوت الكبير في العقول من الحيث الحجم والشكل والموقع نسبة إلى التلمية والتركيب الدائري دقة التمركز الناتجة محدودة.
ومع ذلك فإن موقع منطقة بروكا في جانب المخ الأيسر ونظيره في جانب المخ الأيمن هي تسميات استخدمت عادة لتشير إلى الجزء المثلث (PTr) والجزء الوصادي (POp) للتلافيف الجبهية السفلية، فالجزء المثلث والجزء الوصادي تعرف بمعالم هيكلية والتي احتماليا فقط تقسم التلافيف الجبهية السفلية إلى منطقتي التهندس الخلوي الأمامية والخلفية بين 45 و44 على التوالي عن طريق خطة تصنيف برود مان، ومنطقة 45 تتلقى اتصالات واردة كثيرة من قشرة الفص الجبهي والتلفيف الصدغي العلوي والتلم الصدغي العلوي مقارنة بمنطقة 44 والتي عادة ما تتلقى اتصالات واردة كثيرة من المناطق الآلية الحسية الجسدية الجدارية السفلية.
والفرق بين منطقة 45 ومنطقة 44 في التهندس الخلوي والاقتراحات الترابطية تكمن في أن هذه المناطق قد تؤدي وظائف مختلفة، وبالفعل فإن دراسات التشخيص التصويري للأعصاب التي أجريت مؤخرا أظهرت أن الجزء المثلث والجزء الوصادي التي توافق منطقتي 45 و44 على التوالي تلعب أدوارا وظيفية مختلفة في الإنسان فيما يتعلق بفهم اللغة وتمييز العمل أو فهمه.

## إعادة النظر في منطقة بروكا

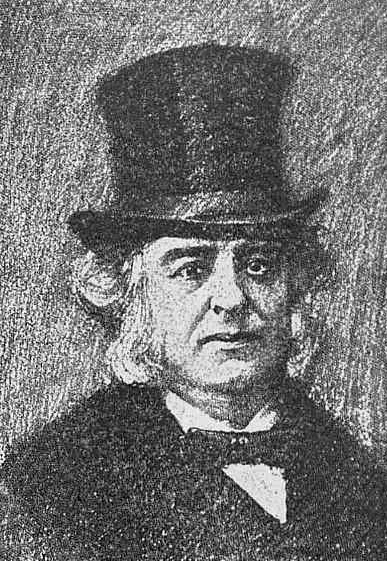
بول بروكا

فحصت دراسة أجريت مؤخراً الأدمغة المحفوظة لكل المرضى المصابين ببروكا، ليبورجن وليلونغ، مجددا باستخدام التصوير بالرنين المغناطيسي الحجمي عالي الدقة، وكان الغرض من هذه الدراسة مسح الدماغين في الأبعاد الثلاثة والتعرف على مدى الأضرار القشرية وتحت القشرية بتفصيل أكثر، وسعت الدراسة أيضا في تحديد الموقع الصحيح للضرر في الفص الأمامي فيما تسمى الآن منطقة بروكا مع مدى التدخلات التحت قشرية.

### ليبورغن
ليبورغن كان مريضا يعاني من بروكا (الحبسة الكلامية) ولم يكن في الغالب قادر تماما على إنتاج أي كلمات أو عبارات، فقد كان قادرا على إنتاج فقط الكلمة «تان» وبشكل متكرر وبعد وفاته اكتشف التلف على سطح الفص الأمامي الأيسر.

### ليلونغ
ليلونغ كان مريضا آخرا عانى من بروكا (الحبسة الكلامية)، ظهرت لديه أيضا قلة إنتاج الكلام واستطاع أن يقول خمس كلمات فقط "نعم ولا وثلاثة ودائماً وليلو (خطأ لفظي في اسمه)، وأثناء تشريح الجثة عثر أيضاً على آفة في نفس مكان الفص الأمامي الجانبي لدى ليبورغن، وقادت هاتان الحالتان بروكا إلى الاعتقاد بأن الكلام يقع في هذه المنطقة بالتحديد.

### نتائج التصوير بالرنين المغناطيسي
وقد نتج عن فحص دماغ مرضى بروكا في الماضي، مع وجود الدقة العالية في التصوير بالرنين المغناطيسي، العديد من النتائج الهامة، أولا: تشير نتائج التصوير بالرنين المغناطيسي إلى أن مناطق أخرى بجانب منطقة بروكا قد تكون أسهمت أيضا في انخفاض إنتاجية كلام المرضى، وهذه النتيجة هامة لأنه قد اكتشف أنه على الرغم من أن وجود الآفات في منطقة بروكا وحدها يمكن أن تتسبب في اضطراب الكلام المؤقت إلا أنه لا ينتج عنه حبس الكلام الشديد، وبناء على ذلك فإن هناك احتمال بأن الحبسة التي يشير لها بروكا باعتبارها غياب إنتاجية الكلام يمكن أيضاً أن تكون تأثرت بالآفات في منطقة أخرى، وهناك استنتاج أخر مثير للاهتمام هو أنه كما قال بروكا بأن المنطقة التي كانت ذات مرة تعتبر حرجة للكلام، ليست بالتحديد نفس المنطقة التي تعرف الآن باسم منطقة بروكا، وهذه الدراسة تقدم مزيدا من الأدلة لتساند الادعاء بأن اللغة والإدراك هما أكثر تعقيدا من أنهما فكرة واحدة وتتضمن على شبكات مختلفة من مناطق الدماغ.

### التحدث بدون منطقة بروكا
وقد تم التشكيك في الدور الأساسي لمنطقة بروكا في إنتاج الكلام نظرا لأنه يمكن أن تتلف بينما تبقى اللغة سليمة تقريباً. وفي حالة لمهندس كمبيوتر استؤصل ورم دبقي بطيء النمو، ودمرت الجراحة التلفيف السفلي الأيسر والتلفيف الجبهي المتوسط ورأس النواة المذنبة والطرف الأمامي للمحفظة الغائرة والجزيرة الأمامية، ومع ذك فقد كانت هناك مشاكل لغوية بسيطة بعد ثلاثة أشهر من إزالة ذلك الورم وعاد الشخص لعمله المهني، وهذه المشاكل البسيطة تتضمن عدم القدرة على إنشاء جمل معقدة تتضمن أكثر من فاعلين أو حروف عطف سببية متعددة أو كلام منقول. وقد شرح الباحثون هذه المشكلات بسبب مشاكل عمل الذاكرة، وقد أرجعوا سبب افتقار المشكلات للآليات التعويضية الواسعة مكنت عن طريق اللدنة العصبية في القشرة الدماغية القريبة وتغيير بعض الوظائف إلى المنطقة المثلية في الجانب الأيمن من الدماغ.

## الوظائف

### استيعاب اللغة
كان من المفترض لفترة طويلة بأن دور منطقة بروكا كان معروفا بإنتاج اللغة، فضلاً عن استيعاب اللعة، لكن الأدلة الحديثة توضح أيضاً بأن منطقة بروكا تلعب دورا هاما في فهم اللغة. وتبين أيضا بأن المرضى الذين يعانون من آفات في منطقة بروكا والذين لديهم صعوبة في إنتاج الكلام نحويا عدم قدرتهم على استخدام المعلومات النحوية لتحديد معنى الجمل. وأيضا هناك العديد من دراسات التصوير التشخيصي للأعصاب التي تضمنت تدخل منطقة بروكا وخصوصا الجزء الوصادي من التلفيف الجبهي السفلي خلال تجهيز الجمل المعقدة، وبالإضافة إلى ذلك فإنه قد وجد مؤخرا تجارب في وظيفة التصوير بالرنين المغناطيسي (الرنين المغناطيسي الوظيفي) وتتضمن هذه التجارب جمل شديدة الغموض تنتج عن مزيد من النشاط في التلفيف الجبهي السفلي ولذلك فإن مستوى النشاط في التلفيف الجبهي السفلي ومستوى الغموض المعجمي تتناسب طرديا مع بعضها البعض؛ وذلك بسبب زيادة استرجاع الطلب المرتبطة بمحتويات عالية الغموض.

### إنتاج واستيعاب الأفعال
وأشارت التجارب التي أجريت مؤخرا إلى أن منطقة بروكا تشارك في مهام إدراكية ومعرفية متنوعة، وقد عثر على مساهمة هامة في منطقة برودمان 44 في العمليات المرتبطة آليا، ومراقبة ظلال اليد ذات مغزى التي تشبه الحيوانات المتحركة تنشط منطقة اللغة الأمامية مما يدل على أن منطقة بروكا في الواقع تلعب دورا في تفسير عمل الأخرى ن، وقد ورد أيضا تفعيل BA 44 خلال تطبيق الفهم والتلاعب.

### الإيماءات المصاحبة للكلام
وقد تم التنظير إلى أنه بسبب الإيماءات المصاحبة للكلام التي من الممكن أن تقلل من الغموض الجُملي أو المعجمي فإن الاستيعاب يجب أن يحسن في ظل وجود الإيماءات المصاحبة للكلام، وكنتيجة للاستيعاب المطور فإن إشراك منطقة بروكا يجب التقليل منه.
وقد بينت دراسات تصوير الأعصاب وجود نشاط في منطقة بروكا عند تمثيل إيماءات الذراع التي تعطي معنى، وقد توصلت دراسة حديثة إلى دليل على أن الكلمة والإيماءة ترتبطان على مستوى ترجمة جوانب إيماءة معينة مثل هدفها الآلي ونيتها.
وكشف هذا بأن جوانب الإيماءات التي يتم ترجمتها إلى كلمات في منطقة بروكا يفسر أيضا التطور اللغوي من حيث النشوء، وفي الواقع اقترح العديد من الكتاب بأن الكلام تطور من اتصال بدائي نشأ من الإيماءات.

## الحبسة
الحبسة هي اضطراب في اللغة المكتسبة يؤثر على جميع أشكالها مثل الكتابة والقراءة والتحدث والاستماع. وهذا الاضطراب ينتج عن وجود تلف في الدماغ وغالبا ما تكون الحالة مزمنة، وتحدث تغيرات في كافة أنحاء حياة الفرد.

### الحبسة التعبيرية مقارنة بباقي أنواع الحبسات
المرضى الذين يعانون من الحبسة التعبيرية، والمعروفة أيضا بحبسة بروكا، هم أفراد يعرفون ما يريدون قوله، ولكن لا يستطيعون إخراجه فقط، وهم عادة ما يكونوا قادرين على فهم الكلمات والجمل ذات التركيب النحوي البسيط (انظر أعلاه)، ولكن نوعا ما هم غير قادرين على إنتاج الكلام بطلاقة، وقد تظهر أعراض أخرى تتضمن على مشكلات تتعلق بالطلاقة والنطق وتقصي الكلمة وتكرار الكلمة وإنتاج الجمل النحوية المعقدة واستيعابها، سواء شفويا أو خطيا.
هذه المجموعة المعينة من الأعراض تميز أولئك الذين لديهم الحبسة التعبيرية عن الأفراد الذين يعانون من أنواع أخرى للحبسة. وهناك أنواع مختلفة متعددة للحبسة وكل نوع يتصف بمجموعة مختلفة من النقائص في اللغة، في حين أن أولئك الذين لديهم حبسة تعبيرية يميلون إلى الاحتفاظ بفهم جيد للغة المنطوقة في حين أن الأنواع الأخرى للحبسة ممكن أن تجعل المرضى غير قادرين تماما على فهم أي لغة على الإطلاق وغير قادرين على فهم أي لغة منطوقة (العمه اللفظي السمعي) في حين أنه ماتزال بعض أنواع الحبسة تحافظ على فهم اللغة لكن توجد بعض العيوب.
الأشخاص الذين يعانون من الحبسة التعبيرية قد يواجهوا صعوبة أقل في القراءة والكتابة من أولئك الذين يعانون من أنواع الحبسة الأخرى بينما الأفراد الذين يعانون من الحبسة التعبيري يميلون إلى امتلاك قدرة جيدة على مراقبة مخرجات اللغة ذاتياً، فهم يسمعون ما يقولوا ويقوموا بإجراء تصحيحات، أما باقي المصابين بالحبسة يبدون غير مدركين تماما لعجزهم اللغوي.
وبالمعنى التقليدي فإن الحبسة التعبيرية هي نتيجة إصابة في منطقة بروكا، وغالبا ما يكون السبب في أن الأفات في مناطق معينة في الدماغ تسبب أعراض معينة سهلة التفريق، على الرغم من أن دراسة الحالة توضح أنه ليس هناك تخطيط فردي بين مكان الآفة وأعراض الحبسة.
الارتباط بين الأضرار التي لحقت ببعض مناطق الدماغ المعينة، عادة في نصف المخ الأيسر، وتطوير أنواع محددة من الحبسة يجعل من الممكن أن نستنتج، ولو كان على وجه التقريب، موقع يشتبه آفة الدماغ استنادا فقط على وجود وشدة من نوع معين من الحبسة، رغم أن هذا أمرا معقدا من احتمال أن المريض قد يكون يعاني من أضرار في عدد من مناطق الدماغ، وربما تظهر أعراض أكثر من نوع واحد من الحبسة.
وفحص بيانات الآفة من أجل استنتاج أي المناطق في الدماغ تعتبر أساسية في الأداء الطبيعي لبعض الجوانب في الإدراك وتسمى أسلوب آفة العجز وهذا الأسلوب مهم خصوصا في فرع علوم الأعصاب ويعرف بعلم الحبسات، أن العلوم المعرفية على أن تكون محددة وعلم النفس العصبي المعرفي هي فروع لعلم الأعصاب الذي يمكن من الاستخدام الموسع لأسلوب آفة العجز.

## تقييم اللغة
إن السعي لتحقيق نظرية مرضية تتناول أصل اللغة في البشر قد أدى إلى النظر في عدد من النماذج التطورية، وهذه النماذج تحاول توضيح كيف أن اللغة الحديثة من الممكن بأن تكون تطورت، والسمة المشتركة للعديد من هذه النظريات هي فكرة أن الاتصالات الصوتية كانت تستخدم في البداية لتكملة وضع أكثر هيمنة حتى من التواصل عن طريق الإشارة، واللغة البشرية قد تطورت كتقنية متطورة لنظام اتصال ضمني موجود بالفعل في الرئيسات الدُّنيا من الثدييات بناء على مجموعة من التمثيلات الإجرائية موجهة الهدف باستخدام اليد أو الفم وهذه التمثيلات هي طريقة أخرى لقول تواصل إيمائي أو لغة إيمائية أو تواصل من خلال لغة الجسد وأن النتيجة الجديدة لمنطقة بروكا نشيطة عندما يراقب الناس غيرهم منشغلين بإجراء ذو معنى إنما هي دليل لتأييد هذه الفكرة.
وقد تم افتراض أن البادرة لمنطقة بروكا قد تم إشراكها في ترجمة إيماءات إلى أفكار مجرّدة عن طريق تفسير تحركات الأخرى ن كعمل ذو مغزى مع غرض ذكي وثمة من يقول أنه بمرور الوقت فإن القدرة على التنبؤ بالنتيجة المقصودة والغرض من مجموعة من الحركات في نهاية المطاف أعطى هذه المنطقة القدرة على التعامل مع الأفكار المجردة بالفعل، ولذلك فإنها في النهاية أصبحت قادرة على ربط أصوات (كلمات) مع معاني مجرّدة، وملاحظة أن مناطق اللغة الأمامية تنشط عندما يراقب الناس ظلال اليدين هي دليل آخر على أن اللغة البشرية قد تكون تطورت من الركائز العصبية الموجودة والتي تطورت لغرض التعرف على الإيماءات، ولذلك فإن الدراسة تبين أن منطقة بروكا هي المركز الآلي للكلام الذي يجمع ويفك شفرة أصوات الكلام بنفس الطريقة التي يفسر بها إيماءات ولغة الجسد، وبما يتفق مع هذه الفكرة فإن الركيزة العصبية التي تنظم التحكم الآلي في السلف المشترك من القرود والبشر كان على الأرجح معدّل لتعزيز القدرة اللغوية والمعرفية، وتشير دراسات الناطقين باسم لغة الإشارة الأمريكية والإنجليزية إلى أن العقل البشري يتطلب أنظمة قد تطورت لتقدم المزيد من الوظائف الأساسية في وقت أبكر بكثير، وحسب رأي المؤلفين فإن دوائر الدماغ المختلفة هذه تم استغلالها للعمل سويا لإيجاد اللغة.
وقد أظهرت النتائج الأخيرة مناطق هامة أخرى للتنشيط في مناطق القشرة المخية الحديثة والمناطق تحت القشرية أثناء إنتاج الإيماءات اليدوية التواصلية والإشارات الصوتية في الشمبانزي، وإضافة إلى ذلك فإن البيانات التي تشير إلى أن الشمبانزي ينتج عن قصد إيماءات يدوية وكذلك إشارات صوتية للتواصل مع البشر يشير إلى أن السلائف للغة البشر موجودة على المستويين العصبي والسلوكي، وفي الآونة الأخيرة يقدم توزيع القشرة المخية الحديثة للتعبير الجيني المعتمد على النشاط في القرد الأمريكي دليلا مباشر على أن قشرة الفص الجبهي البطاني تشارك خلال الإخراج الصوتي لقرد العالم الجديد، وهذه القشرة تضم منطقة بروكا عند البشر وقد ارتبطت مع المعالجة السمعية لألفاظ محددة ومراقبة وتحكم فموي وجهي في قرود الماك.
وهذه النتائج مزعومة بأنها تعين أصل دوائر القشرة المخية الحديثة المتعلقة بالنطق إلى قبل 35 مليون عاما على الأقل عندما انقسمت أنساب القرود القديمة والحديثة.

## معرض صور

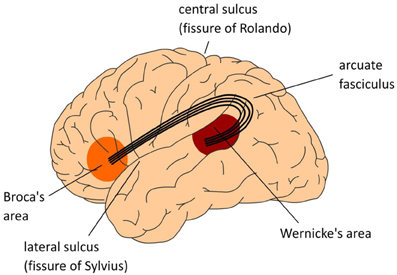